# Луцій Гостілій Манцін
Луцій Гостілій Манцін (лат. Lucius Hostilius Mancinus, ? — після 145 до н. е.) — політичний та військовий діяч Римської республіки, консул 145 року до н. е.

## Життєпис
Походив з роду Гостіліїв. Про молоді роки немає відомостей. 
У 148 році до н. е. призначено легатом у римське військо на чолі з консулом Луцієм Кальпурнієм Пізоном Цезоніном. На той момент тривала Третя Пунічна війна. Того ж року очолив флот. У 147 році до н. е. намагався захопити карфагенську гавань, проте зазнав невдачі. 
У 146 році до н. е. продовжив командувати римським флотом. Відбулася нова битва у вході до гавані Карфагена. У результаті тривалого (майже весь день) і запеклого бою Манцін здобув перемогу й зумів висадитися в місті. Згодом захопив Магалію. Після здобуття Карфагена Луцій Гостілій Манцін представив римлянам місто і його становище на картині, яку виставив для них на Форумі.
У 145 році до н. е. його обрано консулом разом з Квінтом Фабієм Максимом Еміліаном. Про подальшу долю немає відомостей.